# 扎盧日扎 (比洛吉里亞區)
50°4′8″N 26°31′25″E / 50.06889°N 26.52361°E
扎盧日扎（烏克蘭語：Залужжя），是烏克蘭西部的村莊，隸屬赫梅利尼茨基州的舍佩蒂夫卡區。該村始建於1456年，面積0.19平方公里，海拔高度275米，2021年人口410，人口密度每平方公里2,867.7人。